# 認知バイアスの一覧
認知バイアスの一覧（にんちばいあすのいちらん、英: List of cognitive biases）とは、判断における規範や合理性からの体系的な逸脱パターンのリストである。これらは多くの場合、心理学、社会学、行動経済学で研究されている。
これらのバイアスの多くの現実性は再現性のある研究によって確認されているが、これらのバイアスをどのように分類するか、または説明するかについてはしばしば論争がある。いくつかの認知バイアスに対する理論的な原因が知られており、これがバイアスの共通の生成メカニズム（例えばノイズの多い情報処理）によるバイアスの分類を提供している。ゲルト・ギーゲレンツァーは、認知バイアスを判断の誤りとして枠付ける考え方を批判し、論理的思考からの合理的な逸脱から生じるものとして解釈することを支持している。
説明としては、脳が意思決定や判断を生み出すために使用する情報処理ルール（すなわち、精神的ショートカット）、ヒューリスティックと呼ばれるものが含まれる。バイアスにはさまざまな形態があり、精神的ノイズのような認知的（「冷たい」）バイアスとして現れたり、希望的観測によって信念が歪められるような動機的（「熱い」）バイアスとして現れたりする。両方の効果が同時に存在することもある。
また、これらのバイアスの一部については、それらが無用または非合理的とみなされるのか、あるいは有用な態度や行動をもたらすのかについての論争もある。例えば、人々は他者を知る際に、その人についての自分の仮定を確認する傾向がある誘導質問をする傾向がある。しかし、この種の確証バイアスは、社会技能の例、すなわち他者との関係を確立する方法であるとも主張されている。
この研究は圧倒的に人間を対象としているが、いくつかの研究では非人間動物にもバイアスが見られることがわかっている。例えば、損失回避は猿で示されており、双曲割引はラット、ハト、猿で観察されている。

## 信念、意思決定、行動
これらのバイアスは、信念形成、推論プロセス、ビジネスおよび経済的決定、および一般的な人間の行動に影響を与える。

### アンカリングバイアス
アンカリングバイアス、またはフォーカリズムは、決定を下す際に1つの特性や情報（通常、その主題について最初に取得した情報）に過度に依存する—「アンカリング」する—傾向である。
アンカリングバイアスには以下が含まれるか関連している：
- 共通源バイアス（英語版）、同じソースから、または同じ方法論やデータを使用するソースからの研究調査を組み合わせたり比較したりする傾向[13]。
- 保守主義バイアス（英語版）、新しい証拠を提示されたときに自分の信念を十分に修正（英語版）しない傾向[5][14][15]。
- 機能的固着（英語版）、ある物を従来の使用法でのみ使用するよう人を制限する傾向[16]。
- 道具の法則（英語版）、馴染みのある道具や方法に過度に依存し、代替的なアプローチを無視したり過小評価したりすること。「持っているのがハンマーだけなら、すべてが釘に見える」。

### アポフェニア
無関係なものの間に意味のある関連性を知覚する傾向。
以下はアポフェニアの種類である：
- クラスター錯覚、大きなランダムデータサンプル内の小さな連続、ストリーク、またはクラスターの重要性を過大評価する傾向（つまり、幻のパターンを見ること）[12]。
- 錯誤相関、2つの無関係な出来事の間の関係を不正確に認識する傾向[18][19]。
- パレイドリア、曖昧でランダムな刺激（多くの場合、画像や音）を重要なものとして知覚する傾向、例えば、雲の中に動物や顔の画像を見たり、月の中の人（英語版）を見たり、逆再生されたレコード（英語版）に存在しない隠しメッセージ（英語版）を聞いたりすること。

### 利用可能性ヒューリスティック
利用可能性ヒューリスティック（利用可能性バイアスとも呼ばれる）は、記憶の中でより「利用可能」な出来事の可能性を過大評価する傾向であり、これは記憶がどれだけ最近のものか、あるいはどれだけ珍しいか感情的に強いかによって影響を受ける可能性がある。利用可能性ヒューリスティックには以下が含まれるか関連している：
- 人間中心主義、他のあまり馴染みのない生物学的現象について推論するための基礎として人間の類推を使用する傾向[21]。
- 擬人化は、動物、物体、抽象的概念に人間の特性、感情、または意図を帰する特徴づけである[22]。逆のバイアスである、他人に感情や思考を帰さないことは、非人間化された知覚（英語版）であり[23]、物象化の一種である。
- 注意バイアス（英語版）、繰り返される思考によって知覚が影響を受ける傾向[24]。
- 頻度錯覚（英語版）またはバーダー＝マインホフ現象（英語版）。頻度錯覚は、一度何かに気づくと、その物事のすべての例が気づかれるようになり、それが高頻度で発生するという信念につながる（選択バイアスの一形態）[25]。バーダー＝マインホフ現象は、最近注目を集めた何かが、その後間もなく不自然な頻度で現れるように見える錯覚である[26][27]。これは、ドイツ赤軍について言及された頻度錯覚の事例にちなんで名付けられた[28]。
- 暗黙の連想（英語版）、人々が単語を一致させることができる速度は、それらがどれだけ密接に関連しているかに依存する。
- 顕著性バイアス（英語版）、より目立つまたは感情的に印象的な項目に焦点を当て、目立たない項目を無視する傾向。これは客観的な基準では、この違いがしばしば無関係であるにもかかわらず生じる。フォン・レストルフ効果（英語版）も参照。
- 選択バイアス、標本調査のメンバーが完全にランダムに選択されない場合に発生し、サンプルが母集団を代表していない結果につながる。
- 生存者バイアス、一部のプロセスを「生き残った」人や物に集中し、その可視性の欠如のために無意識のうちに生き残らなかった人や物を見落とすこと。
- 数量化バイアス、測定/定量化されたメトリクスに、定量化できない価値よりも大きな重みを付ける傾向[29]。参照：マクナマラの誤謬。
- よく通る道の効果（英語版）、よく通る道のりの所要時間を過小評価し、あまり馴染みのないルートの所要時間を過大評価する傾向。

### 認知的不協和
認知的不協和は、矛盾する情報の知覚とそれによる精神的負担である。
- 正常性バイアス、認知的不協和の一形態で、これまで起こったことのない災害に対して計画を立てたり、反応したりすることを拒否すること。
- 努力の正当化（英語版）は、それを達成するために努力を払わなければならなかった場合、結果により大きな価値を帰属させる人の傾向である。これにより、実際の値よりも結果に対してより多くの価値が適用される可能性がある。この例がイケア効果で、最終製品の品質に関係なく、イケアの家具のように自分で部分的に組み立てた物に対して不釣り合いに高い価値を置く傾向である[30]。
- ベン・フランクリン効果（英語版）、ある人のために好意を行った人は、その人から好意を受けた場合よりも、その人に対してさらに別の好意を行う可能性が高くなる[31]。

### 確証バイアス
確証バイアスは、自分の先入観を確認するような方法で情報を検索、解釈、集中、そして記憶する傾向である。確証バイアスを含むか、その種類である複数の他の認知バイアスがある：
- バックファイア効果（英語版）、反証する証拠に対して、以前の信念を強化することで反応する傾向[33]。
- 一致バイアス（英語版）、可能な代替仮説をテストする代わりに、直接的なテストを通じてのみ仮説をテストする傾向[12]。
- 実験者（英語版）または期待バイアス、実験者が実験の結果に対する自分の期待に一致するデータを信じ、認証し、発表する傾向があり、それらの期待と衝突すると思われるデータに対しては不信、廃棄、または対応する重みの格下げを行う傾向[34]。
- 観察者期待効果、研究者が特定の結果を期待し、それゆえに無意識のうちに実験を操作したり、それを見つけるためにデータを誤解釈したりすること（被験者期待効果（英語版）も参照）。
- 選択的知覚（英語版）、期待が知覚に影響を与える傾向。
- センメルヴェイス反射、パラダイムに矛盾する新しい証拠を拒否する傾向[15]。

### 自己中心的バイアス
自己中心的バイアスは、自分自身の視点に過度に依存する傾向、および/または他者と比較して自分自身に対する異なる認識を持つ傾向である。以下は自己中心的バイアスの形態である：
- バイアスの盲点、自分自身を他の人よりもバイアスが少ないと見る傾向、または自分自身よりも他者の認知バイアスをより多く識別できると見る傾向[36]。
- 偽の合意効果、人々が他者が自分に同意する程度を過大評価する傾向[37]。
- 偽の独自性バイアス（英語版）、人々が自分のプロジェクトと自分自身を実際よりも特異だと見る傾向[38]。
- フォラー効果またはバーナム効果、個人が自分のために特別に調整されたとされるパーソナリティの説明に高い正確性評価を与える傾向。しかし実際には、それらは幅広い人々に適用できるほど曖昧で一般的なものである。この効果は、占星術、占い、筆跡学、そして一部の性格検査などの信念や実践の広範な受容に対して部分的な説明を提供する[39]。
- 非対称的洞察の錯覚（英語版）、人々が自分の仲間に対する知識が、仲間の自分に対する知識を上回ると認識する[40]。
- コントロールの錯覚（英語版）、他の外部イベントに対する自分の影響力の程度を過大評価する傾向[41]。
- 透明性の錯覚（英語版）、人々が自分の個人的な精神状態が他者にどの程度知られているかを過大評価し、他者の個人的な精神状態をどれだけよく理解しているかを過大評価する傾向。
- 妥当性の錯覚（英語版）、特に利用可能な情報が一貫している場合や相互に関連している場合に、自分の判断の正確さを過大評価する傾向[42]。
- 錯覚的優越感（英語版）、他の人と比較して、自分の望ましい資質を過大評価し、望ましくない資質を過小評価する傾向。（「レイク・ウォビゴン効果」、「平均以上効果」、または「優越バイアス」としても知られる）[43]。
- 素朴な皮肉（英語版）、自分自身よりも他者においてより多くの自己中心的バイアスを期待すること。
- 素朴実在論（英語版）、私たちは現実をあるがままに—客観的にそしてバイアスなく—見ていると信じること；事実はすべての人が明確に見ることができること；合理的な人々は私たちに同意するであろうこと；そして同意しない人々は無知、怠惰、非合理的、またはバイアスがあること。
- 過信効果（英語版）、質問に対する自分自身の回答に過度の自信を持つ傾向。例えば、特定の種類の質問では、人々が「99％確実」と評価する回答が、40％の場合で間違っていることがわかる[5][44][45][46]。
- 計画の誤謬（英語版）、人々が特定のタスクを完了するのにかかる時間を過小評価する傾向[47]。
- 抑制バイアス（英語版）、誘惑に直面した際に自制心を示す能力を過大評価する傾向。
- 特性帰属バイアス（英語版）、人々が自分自身をパーソナリティ、行動、気分の点で比較的変動的であると見る一方で、他者をはるかに予測可能だと見る傾向。
- 第三者効果、マスコミュニケーションによるメディアメッセージが自分自身よりも他者に対してより大きな影響を与えると信じる傾向。

### 拡張無視
拡張無視は、結果、関連性、または判断を評価する際にサンプルサイズの量が十分に考慮されない場合に発生する。以下は拡張無視の形態である：
- 基本率の誤謬（英語版）または基本率無視、一般的な情報がより重要である場合でも、一般的な情報を無視し、特定のケースにのみ関連する情報に焦点を当てる傾向[48]。
- 同情の減衰（英語版）、多数の匿名の被害者よりも少数の識別可能な被害者に対してより思いやりのある行動をとる傾向[49]。
- 合接の誤謬、特定の条件が同じ条件のより一般的なバージョンよりも確率が高いと仮定する傾向[50]。
- 持続時間無視（英語版）、エピソードの価値を決定する際にそのエピソードの持続時間を無視すること[51]。
- 双曲割引、割引とは、人々が後の報酬と比較して、より即時の報酬に対してより強い選好を持つ傾向である。双曲割引は、時間を通じて一貫性のない選択につながる—人々は今日、同じ推論を使用しているにもかかわらず、将来の自分が選択したくないであろう選択をする[52]。また、現在の瞬間バイアスまたは現在バイアスとしても知られ、動的非整合性（英語版）に関連している。これのよい例は、来週の食品選択を行う際に74％の参加者が果物を選んだのに対し、当日の食品選択では70％がチョコレートを選んだという研究である。
- サンプルサイズへの鈍感さ（英語版）、小さなサンプルでのばらつきを過小に期待する傾向。
- 少ない方が良い効果（英語版）、個別に判断した場合は大きなセットよりも小さなセットを好む傾向があるが、一緒に判断した場合はそうではない。
- 確率の無視（英語版）、不確実性の下で決定を下す際に確率を完全に無視する傾向[53]。
- 規模不感受性または範囲不感受性、問題を評価する際にその規模に対して不感受性を持つ傾向。例えば、2,000人の子供を救うのに20,000人の子供を救うのと同じくらいの金額を支払う意思があること。
- ゼロリスクバイアス（英語版）、より大きなリスクをより大きく削減することよりも、小さなリスクをゼロに削減することを好む傾向。

### 誤った先入観
誤った先入観は、事実の証拠の公平な評価を妨げ、誤った結論につながる初期の信念と知識である。誤った先入観に基づくバイアスには以下が含まれる：
- エージェント検出バイアス（英語版）、知覚力のある知的なエージェント（英語版）の意図的な介入を推定する傾向。
- 自動化バイアス（英語版）、自動システムに過度に依存する傾向で、これは誤った自動化情報が正しい決定を上書きすることにつながる可能性がある[54]。
- ジェンダーバイアス、ジェンダーを差別する広範な[55]暗黙のバイアスのセット。例えば、女性は高い知的能力を必要とする仕事に向いていないという仮定[56][出典無効]。または、ジェンダーの指標がない場合に人や動物が男性であるという仮定[57]。
- 性的過剰知覚バイアス（英語版）、他者の自分に対する性的関心を過大評価する傾向と、性的過小知覚バイアス（英語版）、それを過小評価する傾向。
- ステレオタイプ、グループのメンバーについて実際の情報を持たずに、そのメンバーが特定の特性を持っていると期待すること。

### フレーミング効果
フレーミング効果は、情報がどのように提示されるかに応じて、同じ情報から異なる結論を導き出す傾向である。フレーミング効果の形態には以下が含まれる：
- 対比効果、最近観察された対照的な物体と比較した場合の特定の刺激の知覚の強化または減少[58]。
- おとり効果、オプションCが提示された場合に、オプションAまたはBのいずれかに対する好みがオプションBに有利に変化する。オプションCはオプションBによって完全に支配され（すべての点で劣っている）、オプションAによって部分的に支配されている[59]。
- デフォルト効果、複数のオプションが与えられた場合に、デフォルトオプションを好む傾向[60]。
- 額面効果（英語版）、大きな額（例：紙幣）よりも小さな額（例：硬貨）で表示されている場合に、より多くのお金を使う傾向[61]。
- 区別バイアス（英語版）、個別に評価する場合と比較して、同時に評価する場合に2つのオプションをより異なるものとして見る傾向[62]。
- ドメイン無視バイアス、学際的な問題を解決する際に関連するドメイン知識を無視する傾向[63]。
- コンテキスト無視バイアス、技術的課題の人間的コンテキストを無視する傾向[64]。

### 論理的誤謬
- バークソンのパラドックス、条件付き確率を含む統計的実験を誤解釈する傾向[65]。
- コミットメントのエスカレーション（英語版）、不合理なエスカレーション、または埋没費用の誤謬、新しい証拠がその決定が間違っていた可能性を示唆しているにもかかわらず、以前の累積投資に基づいて、決定への増加した投資を正当化する場合。
- G. I. ジョーの誤謬、認知バイアスについて知ることがそれを克服するのに十分であると考える傾向[66]。
- ギャンブラーの誤謬、将来の確率が過去の出来事によって変化すると考える傾向。実際には、それらは変わらない。この誤謬は大数の法則の誤った概念化から生じる。例えば、「このコインで5回連続で表が出たので、6回目の投げで裏が出る確率は表よりも高い」[67]。
- ホットハンドの誤謬（「ホットハンド現象」または「ホットハンド」としても知られる）、ランダムな出来事で成功を経験した人は、追加の試みでさらなる成功の可能性が高いという信念。
- 計画継続バイアス、元の行動計画が変化する状況に対してもはや適切ではないこと、または予想とは異なる状況に対して適切ではないことを認識できないこと[68]。
- サブ加法性効果（英語版）、全体の確率を部分の確率の合計よりも低く判断する傾向[69]。
- 時間節約バイアス（英語版）、比較的低速度から速度を上げる（または下げる）場合に節約（または損失）できる時間を過小評価し、比較的高速度から速度を上げる（または下げる）場合に節約（または損失）できる時間を過大評価する傾向。
- ゼロサム思考、状況がゼロサムゲーム（つまり、ある人が他の人の犠牲において得をする）のように誤って認識されること。

### プロスペクト理論
以下はプロスペクト理論に関連する：
- 曖昧性効果（英語版）、好ましい結果の確率が不明なオプションを避ける傾向[70]。
- 処分効果（英語版）、価値が上昇した資産を売却する傾向と、価値が下落した資産の売却を抵抗する傾向。
- 恐怖回避、損失が利益の2倍の感情的影響をもたらすのと同様に、恐怖は楽しみ（サヴォリング）の2倍の感情的影響をもたらす[71][72]。
- 賦存効果（英語版）、人々が物を手放すために要求する金額が、それを取得するために支払う意志がある金額よりもはるかに多い傾向[73]。
- 損失回避（英語版）、物を手放すことに伴う知覚された不効用が、それを獲得することに関連する効用よりも大きい[74]。（埋没費用の誤謬も参照）
- 擬似確実性効果（英語版）、予想される結果がポジティブな場合にはリスク回避的な選択をし、ネガティブな結果を避けるためにリスク追求的な選択をする傾向[75]。
- 現状維持バイアス（英語版）、物事が比較的同じ状態を保つことを好む傾向[76][77]。
- システム正当化（英語版）、現状を擁護し強化する傾向。既存の社会的、経済的、政治的取り決めが好まれ、代替案が軽視される傾向があり、時には個人的および集団的自己利益を犠牲にしてまでそうすることがある。

### 自己評価
- ダニング＝クルーガー効果、技能が不足している個人が自分の能力を過大評価する傾向と、専門家が自分の能力を過小評価する傾向[78]。
- ホット・コールド共感ギャップ（英語版）、内臓的要因（英語版）が自分の態度、選好、行動に与える影響を過小評価する傾向[79]。
- 難易効果（英語版）、難しいタスクを達成する自分の能力を過大評価し、簡単なタスクを達成する自分の能力を過小評価する傾向[5][80][81][82]。
- 説明深度の錯覚（英語版）、自分がある主題を実際よりもはるかによく理解していると信じる傾向[83][84]。この効果は説明的知識に対して最も強く、手続き的、物語的、または事実的知識に対しては、人々は自己評価がより良い傾向がある[84][85]。
- インポスター症候群、個人が自分のスキル、才能、または業績を疑い、詐欺師として露呈するという持続的な内面化された恐怖を持つ心理的現象。インポスター現象としても知られる[86]。
- 客観性の錯覚、人々が自分は他者よりも客観的で偏りがないと信じる傾向の現象。このバイアスは自分自身にも適用される可能性がある—人々は他者が客観性の錯覚に影響を受けている場合にはそれを見ることができるが、自分自身に関してはそれを見ることができない。バイアスの盲点も参照のこと[87]。

### 真実の判断
- 信念バイアス（英語版）、ある人の議論の論理的強さの評価が、結論の信じやすさによってバイアスがかかる効果[88]。
- 錯覚的真実効果（英語版）、実際の真実性に関係なく、ある文が処理しやすい（英語版）場合や、複数回述べられた（英語版）場合に、その文が真実であると信じる傾向。これらは真実らしさの特定のケースである。
- 韻律による理由効果（英語版）、韻を踏んだ文がより真実であると認識される現象。
- 主観的検証（英語版）、主体の信念がそれを真実であることを要求する場合、文が真実であると認識される現象。また、偶然の一致の間に認識されるつながりを割り当てる。（確証バイアスと比較。）

### その他
| 名前                                                  | 説明 |
| ----------------------------------------------------- | --- |
| 行動バイアス                                          | 非行動がより効果的である場合や、明らかな問題が存在しない場合でも、問題に直面したときに何かを行動する傾向。 |
| 付加的バイアス                                        | 減算がより良いアプローチであっても、加算によって問題を解決する傾向。 |
| 属性置換                                              | 計算上複雑な判断（目標属性の）を下さなければならない場合に、より簡単に計算できるヒューリスティック属性を代用すること。この置換は、より自己認識のある反射的システムではなく、自動的な直感的判断システムで行われると考えられている。 |
| 知識の呪い                                            | より情報を持つ人々が、情報の少ない人々の視点から問題を考えることが非常に難しい場合。 |
| 衰退主義                                              | 過去を好意的に（バラ色の回顧）、未来を否定的に見る傾向。 |
| 歴史の終わりの錯覚                                    | 年齢に関係なく、過去よりも将来の方が変化が少ないと信じる傾向。 |
| 誇張された期待                                        | 実際に起こる結果よりも極端な結果を期待または予測する傾向。 |
| 形態機能帰属バイアス                                  | 人間とロボットの相互作用において、ロボットと対話する際に人々が系統的な誤りを犯す傾向。人々はロボットの外観（形態）に基づいて期待や認識を形成し、必ずしもロボットの真の機能を反映しない機能を帰属することがある。 |
| 基本的な痛みバイアス                                  | 人々が自分自身の痛みレベルを正確に報告していると信じる一方で、他者はそれを誇張しているという矛盾した信念を持つ傾向。 |
| 快楽的想起バイアス                                    | 賃金に満足している人は自分の収入を過大評価し、逆に賃金に不満のある人は収入を過小評価する傾向。 |
| 後知恵バイアス                                        | 時に「私はずっと知っていた」効果、または「後知恵は20/20である」効果と呼ばれ、過去の出来事が予測可能だったと見なす傾向。 |
| インパクトバイアス                                    | 将来の感情状態の影響の長さや強さを過大評価する傾向。 |
| 情報バイアス                                          | 行動に影響を与えない場合でも情報を求める傾向。 |
| 内受容バイアスまたは空腹の判事効果                    | 身体自体に関する感覚入力が、外部の無関係な状況に関する判断に影響を与える傾向。（例えば、食事をして休息した仮釈放判事の方がより寛大になるなど）。 |
| 貨幣錯覚                                              | 購買力の点ではなく、貨幣の額面価値（表面価値）に集中する傾向。 |
| 道徳的資格効果                                        | 何か良いことをした人が、将来的に良くない行動をする許可を自分に与えること。 |
| 非適応的選択切り替え                                  | 決定問題で悪い結果を経験した後、その選択が最適であったとしても、同じ決定問題に直面したときに以前に行った選択を避ける傾向。「一度噛まれたら二度怖がる」または「熱いストーブ効果」としても知られる。 |
| 単純接触効果または 親密性の原則（社会心理学において） | 物事に対して、単に親しみがあるというだけの理由で、過度に好意を表現する傾向。 |
| 不作為バイアス                                        | 等しく有害な不作為（省略）よりも、有害な行動（実行）をより悪い、またはより道徳的でないと判断する傾向。 |
| 楽観バイアス                                          | 望ましくない結果の確率を大幅に過小評価し、好ましく喜ばしい結果を過大評価する傾向（希望的観測、価値効果、ポジティブ結果バイアスも参照。悲観バイアスと比較）。 |
| ダチョウ効果                                          | 明らかに否定的な状況を認めることで生じる可能性のある否定的な感情を避けるために、そのような状況の認識を避ける傾向。 |
| 結果バイアス                                          | 決定が行われた時点での判断の質ではなく、その最終的な結果によって判断する傾向。 |
| 悲観バイアス                                          | 特に抑うつを持つ人々が、自分に否定的なことが起こる可能性を過大評価する傾向。（楽観バイアスと比較） |
| 現在バイアス                                          | 二つの将来の時点間のトレードオフを考慮する際に、現在の時点に近い報酬に強い重みを与える傾向。 |
| 植物盲目                                              | 環境内の植物を無視し、地球上の生命に対する植物の有用性を認識し評価することができない傾向。 |
| 予防バイアス                                          | リスクから保護するためにお金を投資する場合、意思決定者は、どちらのオプションに投資しても同じように効果的であっても、タイムリーな検出と対応に費やすドルよりも、予防に費やすドルの方がより多くの安全を買うと認識する。 |
| 確率マッチング                                        | 確率的文脈において、選択の確率を報酬の確率と一致させる最適ではない行為。 |
| イノベーション偏重バイアス                            | 発明やイノベーションの社会全体での有用性に対して過度の楽観主義を持ち、その限界や弱点を特定できないことが多い傾向。 |
| 投影バイアス                                          | 将来の自分が現在の好み、考え、価値観をどれだけ共有するかを過大評価し、それによって最適ではない選択につながる傾向。 |
| 比例性バイアス                                        | 大きな出来事には大きな原因があるという生来の傾向は、陰謀論を受け入れる傾向も説明するかもしれない。 |
| 最近性錯覚                                            | 最近になって気づいた現象は、それ自体が最近のものであるという錯覚。多くの場合、言語現象を指すために使用される。自分が最近になって気づいた単語や言語使用が、実際には長く確立されているにもかかわらず、革新的であるという錯覚（頻度錯覚も参照）。また、最近性バイアスは、歴史的な出来事よりも最近の出来事を優先する認知バイアスである。記憶バイアスである最近性バイアスは、「最も最近の出来事により大きな重要性を与える」。例えば、陪審員が評議のために退席する前に聞く最後の弁護士の最終弁論などがある。 |
| 系統的バイアス                                        | 区別する判断の対象が同等ではない回帰の影響を受けるときに生じる判断。 |
| リスク補償またはペルツマン効果                        | 知覚される安全性が増加するとより大きなリスクを取る傾向。 |
| 代理指標化                                            | 測定値が代表するはずの戦略的構成概念を見失い、その後、その測定値があたかも関心のある構成概念であるかのように行動すること。 |
| 目的論的バイアス                                      | 目標指向的行動、設計、または機能的効果に基づく選択から生じなかった実体や出来事に対して、過度に一般化された目的の帰属を行う傾向。 |
| 七面鳥の錯覚                                          | 連続的な発展における突然のトレンド変化の期待が欠如すること。 |
| 無意識のバイアスまたは暗黙のバイアス                  | 人々が無意識のうちに他の人や人々のグループに帰属する根底にある態度やステレオタイプで、その人々を理解し関わる方法に影響を与えるもの。多くの研究者は、無意識のバイアスは過去の経験や背景に基づいて脳が素早い判断を下すため、自動的に発生すると示唆している。 |
| ユニットバイアス                                      | 標準的な推奨消費量（例：食事の提供サイズ）が適切であると認識され、特定の人にとって多すぎる場合でも、人はそれをすべて消費する。 |
| 値選択バイアス                                        | 馴染みのない文脈で推論する際に、計算や数値操作が必要であっても、既存の数値データに依存する傾向。 |
| ヴェーバー‐フェヒナーの法則                           | 大量のものにおける小さな差を比較することの難しさ。 |
| 女性は素晴らしい効果                                  | 男性よりも女性により多くのポジティブな属性を関連付ける傾向。 |

### 社会的

#### 連想の誤謬
連想の誤謬には以下が含まれる：
- 権威バイアス（英語版）、権威者の意見に（その内容とは無関係に）より大きな正確性を帰属し、その意見により影響を受ける傾向[127]。
- チアリーダー効果（英語版）、人々が単独よりもグループ内でより魅力的に見える傾向[128]。
- ハロー効果、ある人のポジティブまたはネガティブな特性が、他者の認識においてその人格の一領域から別の領域へと「溢れ出る」傾向（身体的魅力のステレオタイプ（英語版）も参照）[129]。

#### 帰属バイアス
帰属バイアスには以下が含まれる：
- 行為者-観察者バイアス（英語版）、他の個人の行動の説明において、その状況の影響を過小評価し、その人のパーソナリティの影響を過大評価する傾向（根本的な帰属の誤りも参照）と、自分自身の行動の説明において、その逆を行う傾向（つまり、自分の状況の影響を過大評価し、自分のパーソナリティの影響を過小評価する）。
- 防衛的帰属仮説（英語版）、結果がより深刻になる、または被害者との個人的または状況的な類似性（英語版）が増加するにつれて、加害者により多くの非難を帰属させる傾向。
- 外部インセンティブバイアス（英語版）、根本的な帰属の誤りの例外で、人々は他者に対して（状況的な）外発的な動機を見る一方、自分自身に対しては（気質的な）内発的な動機を見る現象。
- 根本的な帰属の誤り、他者で観察される行動に対してパーソナリティに基づく説明を過大評価し、同じ行動における状況の役割と力を過小評価する傾向[116]（行為者-観察者バイアス、集団帰属の誤り（英語版）、ポジティビティ効果、およびネガティビティ効果（英語版）も参照）[130]。
- 集団帰属の誤り（英語版）、個々のグループメンバーの特性がグループ全体を反映しているという偏った信念、または明らかにそうでないことを示す情報が入手可能であっても、グループの決定結果がグループメンバーの好みを反映しているという傾向。
- 敵対的帰属バイアス（英語版）、その行動が曖昧または善意であっても、他者の行動に敵対的な意図を解釈する傾向[131]。
- 意図性バイアス（英語版）、人間の行動を偶発的なものではなく意図的なものと判断する傾向[132]。
- 公正世界仮説、人々が世界は基本的に公正であると信じたいという傾向で、そのため説明がつかない不公正を被害者による当然のものとして合理化する。
- 道徳的運（英語版）、出来事の結果に基づいて、より大きなまたはより小さな道徳的立場を帰属する傾向。
- 清教徒的バイアス（英語版）、より広い社会的決定要因の影響を考慮せずに、望ましくない結果や不正行為を個人の道徳的欠陥や自制心の欠如に起因させる傾向[133]。
- 自己奉仕バイアス、成功に対しては失敗よりも多くの責任を主張する傾向。また、人が自分の利益に有利な方法で曖昧な情報を評価する傾向としても現れる場合がある（集団奉仕バイアス（英語版）も参照）[134]。
- 究極の帰属の誤り（英語版）、根本的な帰属の誤りと同様に、この誤りでは人はグループ内の個人ではなく、グループ全体に内部帰属を行いやすい。

#### 同調
同調には以下が関与している：
- 利用可能性カスケード（英語版）、集合的な信念が公共の言説での繰り返しが増えるにつれてますます妥当性を獲得する自己強化プロセス（または「何かを十分に長く繰り返せば真実になる」）[135]。利用可能性ヒューリスティックも参照。
- バンドワゴン効果、多くの他の人がそうするから（または信じるから）何かをする（または信じる）傾向。集団思考および群集行動（英語版）に関連[136]。
- 儀礼バイアス、誰も傷つけないように、自分の本当の意見よりも社会的に正しい意見を述べる傾向[137]。
- 集団思考、社会集団内で発生する心理的現象で、グループの調和または一致への欲求がもたらす非合理的または機能不全の意思決定結果。グループメンバーは代替的な視点の批判的評価なしに衝突を最小化し、一致した決定に達しようとし、異議を唱える視点を積極的に抑制し、外部の影響から自分たちを孤立させる。
- 集団シフト（英語版）、決定がグループ全体よりもリスク追求的またはリスク回避的になる傾向。特にグループがすでにその方向にバイアスがかかっている場合に顕著。
- 社会的望ましさのバイアス、社会的に望ましい特性や行動を自分自身において過大報告し、社会的に望ましくない特性や行動を過小報告する傾向[138]。 § 儀礼バイアスも参照。
- 真実バイアス（英語版）は、その人が実際に嘘をついているか不誠実であるかどうかに関わらず、ある程度他の人のコミュニケーションを信じる傾向[139][140]。

#### 内集団バイアス
内集団バイアスは、自分が自分のグループのメンバーと認識する人々に対して優先的な扱いをする傾向である。これは以下に関連している：
- NIH症候群、グループ外で開発された製品、研究、基準、または知識との接触または使用を避ける傾向。
- 外集団同質性バイアス、個人が自分のグループのメンバーに比べて、他のグループのメンバーを比較的均一であると見なす傾向[141]。

#### その他の社会的バイアス
| 名前               | 説明 |
| ------------------ | --- |
| 想定類似性バイアス | 個人が他者と自分との間に、実際よりも多くの特性が共通していると仮定する傾向。 |
| 外集団好意         | 一部の社会的に不利な立場にあるグループが、自分たち以外の社会的、文化的、または民族的グループに対して好意的な態度（さらには選好）を示す場合。                                                                               |
| ピグマリオン効果   | 他者の対象者に対する期待が対象者のパフォーマンスに影響を与える現象。 |
| 心理的リアクタンス | 選択の自由を制限しようとする試みと認識されるものに抵抗するために、誰かが自分にしてほしいことと反対のことをしたいという衝動（逆心理学も参照）。                                                                             |
| 反応的価値下落     | 提案が敵対者から生じたと思われるだけで価値を下げること。 |
| 社会的比較バイアス | 決定を下す際に、自分の特定の強みと競合しない潜在的な候補者を好む傾向。 |
| 共有情報バイアス   | グループメンバーが全員がすでに知っている情報（つまり、共有情報）について、より多くの時間とエネルギーを費やし、一部のメンバーだけが知っている情報（つまり、未共有情報）については、より少ない時間とエネルギーを費やす傾向。 |
| 平均以下効果       | 難しいタスクにおいて、自分が他者よりも劣っていると信じる傾向。 |

## 記憶
心理学と認知科学において、記憶バイアスは記憶の想起を強化または損なう（記憶が想起される可能性自体、または想起にかかる時間、あるいはその両方）、または報告される記憶の内容を変更する認知バイアスである。記憶バイアスには多くの種類がある：

### 記憶の誤帰属
心理学において、記憶の誤帰属または出所誤帰属とは、記憶を想起する人が記憶の出所を誤認することである。 誤帰属は、記憶の想起時に個人が自分の判断に対する態度の影響を監視し、制御できない場合に起こりやすい。誤帰属は、隠蔽記憶、虚偽記憶、および情報源の混同の3つの要素に分けられる。 もともとはダニエル・シャクターの記憶の7つの罪の1つとして指摘されていた。
誤帰属には以下が含まれる：
- クリプトムネジア（英語版）、記憶であるという主観的経験がないため、記憶が新しい思考や想像と誤解される現象[147]。
- 虚偽記憶、想像が記憶と誤解される現象。
- 社会的クリプトムネジア（英語版）、人々と社会一般が変化の起源を覚えていない失敗。社会に変化が起きたことは知っているが、この変化がどのように起きたのか—つまり、この変化をもたらすために取られた手順と、誰がそれらの手順を取ったのか—を忘れてしまう。これは、社会的価値観の変化をもたらした主要な犠牲を払ったマイノリティに対する社会的信用の減少につながった[148]。
- ソース混同（英語版）、エピソード記憶が他の情報と混同され、歪んだ記憶が作られる[149]。
- 被暗示性（英語版）、質問者によって提案されたアイデアが記憶と誤解される現象。
- パーキー効果（英語版）、実際の画像が想像上の画像に影響を与えたり、実際の画像が想像上のものとして誤って記憶されたりする現象。

### その他の記憶バイアス
| 名前                                                 | 説明 |
| ---------------------------------------------------- | --- |
| 利用可能性バイアス                                   | 最近の、近くの、またはすぐに利用可能な例をより高い確率で想起し、他の例よりもそれらの例に重要性を帰属する傾向。 |
| 奇異性効果                                           | 奇抜な素材は普通の素材よりもよく記憶される。 |
| 境界拡張                                             | 画像の背景を前景よりも大きくまたはより広範囲に記憶する傾向 |
| 幼児期健忘                                           | 4歳以前の記憶をほとんど保持しないこと。 |
| 選択支持バイアス                                     | 自分の選択を実際よりも良かったと記憶する傾向 |
| 確証バイアス                                         | 自分の信念や仮説を確認するような方法で情報を検索、解釈、または想起する傾向。 § 確証バイアスも参照。 |
| 保守主義または後退性バイアス                         | 実際よりも高い値や高い可能性/確率/頻度を低く記憶し、低いものを高く記憶する傾向。証拠に基づけば、記憶は十分に極端ではない |
| 一貫性バイアス                                       | 過去の態度や行動が現在の態度や行動に似ていたと誤って記憶すること。 |
| 継続的影響効果                                       | 誤情報が訂正されたにもかかわらず、出来事に関する記憶や推論に影響を与え続ける。参照誤情報効果では、元の記憶が後から受け取った不正確な情報によって影響を受ける。 |
| 文脈効果                                             | 認知と記憶が文脈に依存しており、文脈外の記憶は文脈内の記憶よりも想起が難しい（例えば、仕事関連の記憶の想起時間と正確さは家ではより低くなり、逆もまた同様）。 |
| 異人種効果                                           | ある人種の人が自分とは異なる人種のメンバーを識別することが難しい傾向。 |
| 自己中心的バイアス                                   | 過去を自己奉仕的な方法で想起すること。例えば、自分の試験の成績を実際よりも良かったと記憶したり、釣った魚を実際よりも大きかったと記憶したりする。 |
| 多幸的回顧                                           | 人々が過去の経験を肯定的に記憶し、その出来事に関連する否定的な経験を見落とす傾向。 |
| 感情減衰バイアス                                     | 不愉快な記憶に関連する感情が、肯定的な出来事に関連する感情よりも急速に薄れるバイアス。 |
| 生成効果（自己生成効果）                             | 自己生成された情報が最もよく記憶される。例えば、人々は他者が生成した類似の文よりも、自分自身が生成した文の記憶をより思い出しやすい。 |
| 目撃証言の記憶における性差                           | 目撃者が同性の人についてより多くの詳細を記憶する傾向。 |
| グーグル効果                                         | インターネット検索エンジンを使用してオンラインで簡単に見つけることができる情報を忘れる傾向。 |
| 後知恵バイアス（「私はずっと知っていた」効果）       | 過去の出来事が予測可能だったと見なす傾向。 |
| ユーモア効果                                         | ユーモラスな項目は非ユーモラスな項目よりも記憶されやすい。これはユーモアの独自性、ユーモアを理解するための認知処理時間の増加、またはユーモアによって引き起こされる感情的覚醒によって説明されるかもしれない。                                                                                           |
| 錯誤相関                                             | 偶然によって関連する2つの出来事の間の関係を不正確に見ること。アポフェニア § も参照。 |
| 錯覚的真実効果（真実の錯覚効果）                     | 人々は、実際の妥当性にかかわらず、以前に聞いた文（意識的に聞いたことを覚えていなくても）をより真実として識別する傾向がある。言い換えれば、人は馴染みのない文よりも馴染みのある文を信じる可能性が高い。真実らしさ § も参照。                                                                            |
| ラグ効果                                             | 学習が一回のセッションで同じ時間を勉強するよりも、時間をかけて勉強を分散させるときの方が大きくなる現象。間隔効果も参照。 |
| 平坦化と鮮明化                                       | 時間の経過とともに想起における詳細の喪失によって生じる記憶の歪み。平坦化によって失われた経験の詳細や側面に対して、特定の詳細の鮮明化または選択的想起が同時に発生し、誇張された重要性を持つようになる。両方のバイアスは時間の経過と共に、また記憶の繰り返しの想起や再話によって強化される可能性がある。 |
| 処理水準効果                                         | 情報を記憶にエンコードする異なる方法が異なる効果レベルを持つ。 |
| リスト長効果                                         | より長いリストでは項目の割合が少なくなるが、リストの長さが増すにつれて記憶される項目の絶対数も増加する。 |
| 記憶抑制                                             | リストからいくつかの項目を示されると、他の項目を想起するのが難しくなる（例：Slamecka, 1968）。 |
| 誤情報効果                                           | 出来事後の情報による干渉によって記憶が不正確になること。参照継続的影響効果。出来事に関する誤情報が、後に訂正されたにもかかわらず、その出来事に関する記憶に影響を与え続ける現象。 |
| モダリティ効果                                       | リスト項目が書面ではなく音声を通じて受け取られた場合、リストの最後の項目の記憶想起が高くなる。 |
| 気分一致記憶バイアス（状態依存記憶）                 | 現在の気分と一致する情報の想起が向上する現象。 |
| ネガティビティバイアスまたはネガティビティ効果       | 人間がポジティブな記憶と比較して不快な記憶をより大きく想起する心理学的現象（行為者-観察者バイアス、集団帰属の誤り、ポジティビティ効果、およびネガティビティ効果も参照）。 |
| 次番効果                                             | 事前に決められた順番で話す順番を取るとき（例えば、部屋を時計回りに回る、番号を取るなど）、人々は直前に話した人の言葉の記憶が低下する傾向がある。 |
| 部分リスト手がかり効果                               | リストからいくつかの項目を示され、後に1つの項目を想起すると、他の項目を想起するのが難しくなる。 |
| ピーク・エンドの法則                                 | 人々は経験の合計ではなく、それがどのようにピーク（例えば、快適または不快）であったか、そしてどのように終わったかの平均を認識しているように見える。 |
| 持続性                                               | 心的外傷的出来事の記憶の望まない再発。 |
| 画像優位性効果                                       | 画像を見ることによって学習された概念は、それらの書かれた単語形式の対応物を見ることによって学習された概念よりも容易かつ頻繁に想起されるという概念。 |
| 配置バイアス                                         | 私たちが平均以上と評価するタスクにおいて、自分自身がそのタスクで他者よりも優れていると記憶する傾向（錯覚的優越感または平均以上効果とも呼ばれる）、および私たちが平均以下と評価するタスクにおいて、自分自身が他者よりも劣っていると記憶する傾向（平均以下効果とも呼ばれる）。                           |
| ポジティビティ効果（社会情動的選択性理論）           | 高齢者が記憶の中でネガティブな情報よりもポジティブな情報を好む傾向。多幸的回顧も参照。 |
| 初頭効果                                             | リストの最初の項目がより簡単に想起される現象。系列位置効果の一形態。新近性効果と接尾辞効果も参照。 |
| 処理困難性効果                                       | 読むのに時間がかかり、より多く考えられる（処理が困難な）情報はより簡単に記憶される。処理水準効果も参照。 |
| 新近性効果                                           | リストの最後の項目がより想起しやすい系列位置効果の一形態。これは接尾辞効果によって妨げられることがある。初頭効果も参照。 |
| 回想のこぶ                                           | 他の生涯期間の個人的な出来事よりも青年期と成人初期からの個人的な出来事をより多く想起する傾向。 |
| 反復盲目性                                           | 視覚的シーケンスの複数のインスタンスを記憶する際の予期せぬ困難性。 |
| バラ色の回顧                                         | 過去を実際よりも良かったと記憶すること。 |
| 言えば信じる効果                                     | 社会的に調整されたメッセージを聴衆に伝えることで、そのメッセージを自分自身の考えだと同一視するバイアスが生じる。 |
| 自己関連性効果                                       | 自己に関連する記憶は、他者に関連する類似の情報よりもよく想起される。 |
| 系列位置効果                                         | シーケンスの最後に近い項目が最も想起しやすく、次にシーケンスの最初の項目が続き、中間の項目は記憶される可能性が最も低い。新近性効果、初頭効果および接尾辞効果も参照。 |
| 間隔効果                                             | 情報への曝露が短い期間よりも長い期間にわたって繰り返される場合、情報がより良く記憶される。 |
| スポットライト効果                                   | 他の人が自分の外見や行動に気づく程度を過大評価する傾向。 |
| ステレオタイプバイアスまたはステレオタイプ的バイアス | ステレオタイプ（例えば、人種や性別）に向かって歪められた記憶。 |
| 接尾辞効果                                           | 被験者が想起する必要のない音の項目がリストに付加されることによる新近性効果の減少。系列位置効果の一形態。参照新近性効果と初頭効果。 |
| サブ加法性効果                                       | 記憶された出来事の可能性が、その（2つ以上の）相互に排他的な構成要素の合計よりも少ないと推定する傾向。 |
| タキプシキア                                         | 個人によって知覚される時間が、出来事が遅くなるように見えるように延長されたり、縮小されたりする現象。 |
| 望遠鏡効果                                           | 最近の出来事を時間的に後ろに、遠い出来事を前に移動させる傾向。そのため、最近の出来事がより遠く、遠い出来事がより最近に見える。 |
| テスト効果                                           | 再読するよりも書き直すことによって読んだ情報をより簡単に思い出す事実。記憶にコミットされた材料の頻繁なテストは記憶想起を改善する。 |
| 舌先現象                                             | 被験者が項目の一部または関連情報を思い出すことができるが、項目全体を思い出すことができずにいらいらする現象。これは、複数の類似した記憶が想起され、互いに干渉する「ブロッキング」のインスタンスだと考えられている。                                                                                     |
| トラヴィス症候群                                     | 現在の重要性を過大評価すること。これは時代錯誤に関連しており、おそらくバイアスの一部として新しさに訴える論理的誤謬が含まれる。 |
| 逐語効果                                             | 誰かが言ったことの「要旨」は、逐語的な言い回しよりもよく記憶される。これは記憶が表現であり、正確なコピーではないためである。 |
| フォン・レストルフ効果                               | 目立つ項目は他の項目よりも記憶される可能性が高い。 |
| ツァイガルニク効果                                   | 未完了または中断されたタスクは、完了したタスクよりもよく記憶される。 |

## 関連文献
- Thinking and deciding (2nd ed.). Cambridge University Press. (1994). ISBN 978-0-521-43732-5
- Judgment and decision making: psychological perspectives. Wiley-Blackwell. (2009). ISBN 978-1-4051-2398-3
- “Anomalies: The Endowment Effect, Loss Aversion, and Status Quo Bias”. The Journal of Economic Perspectives 5 (1):  193–206. (1991). doi:10.1257/jep.5.1.193.
- The Psychology of Judgment and Decision Making. New York: McGraw-Hill. (1993). ISBN 978-0-07-050477-6
- Irrationality. Pinter & Martin. (2007). ISBN 978-1-905177-07-3